# Lago de Viana
Lago de Viana är en sjö i Brasilien.   Den ligger i delstaten Maranhão, i den nordöstra delen av landet, 1 400 km norr om huvudstaden Brasília. Lago de Viana ligger 2 meter över havet. Arean är 67 kvadratkilometer. Den sträcker sig 14,8 kilometer i nord-sydlig riktning, och 19,1 kilometer i öst-västlig riktning.
Följande samhällen ligger vid Lago de Viana:
- Viana (26 689 invånare)

Omgivningarna runt Lago de Viana är en mosaik av jordbruksmark och naturlig växtlighet. Runt Lago de Viana är det ganska glesbefolkat, med 38 invånare per kvadratkilometer.